# Horusovo oko
Horusovo oko (Sunčevo oko) ili Wedjat, jedno od najpoznatijih mitskih simbola u starom Egiptu. Prema mitologiji riječ je o oku sokola iz kojeg izlaze dvije suze, od kojih jedna klizi okomito, a druga u obliku poluelipse. Suze koje izlaze iz Raova oka su ljudske duše (ljudi). Budući da je oko wedjat imalo simboliku stvaranja, vjerovalo se da ima i moć iscijeljivanja, pa je zbog toga bilo jedan od najpopularnijih talismana u Egiptu. Egipćani su vjerovali da wedjat može izliječiti dijelove tijela na koje se stavlja. U nekim od pogrebnih tekstova javlja se kao zasebno božanstvo.

## Mitologija
Oko wedjat prikazuje Sunce, a zastupljeno je u mnogim mitovima, poput onih o stvaranju svijeta, gdje iz njegovih suza nastaju ljudi. Prema mitološkoj priči, u sukobu bogova Horusa i Seta, Horus ostaje bez jednog oka (simbolika pomrčine), a nakon pobjede nad Setom prinosi svoje oko Ozirisu. Horusovo oko smatralo se u narodnoj religiji ljekovitim. Odnosno, kako je imalo kreativnu moć, vjerovalo se da može obnoviti i iscijeliti bolesne organe. Stoga se učestalo koristilo kao amulet. Ujedno ono je imalo ulogu magijske zaštite od loših utjecaja.